# اچ‌ام‌اس فیسگارد (۱۸۱۹)
اچ‌ام‌اس فیسگارد (۱۸۱۹) (به انگلیسی: HMS Fisgard (1819)) یک کشتی بود که طول آن ۱۵۰ فوت ۱٫۵ اینچ (۴۵٫۷۵۸ متر) بود. این کشتی در سال ۱۸۱۹ ساخته شد.